# Orden der Krone von Italien

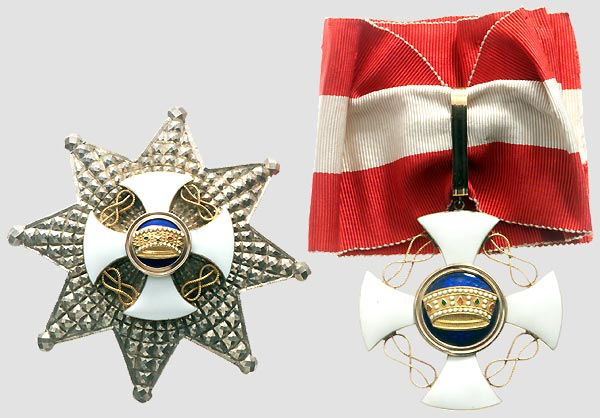
Stern und Kreuz des Großoffiziers

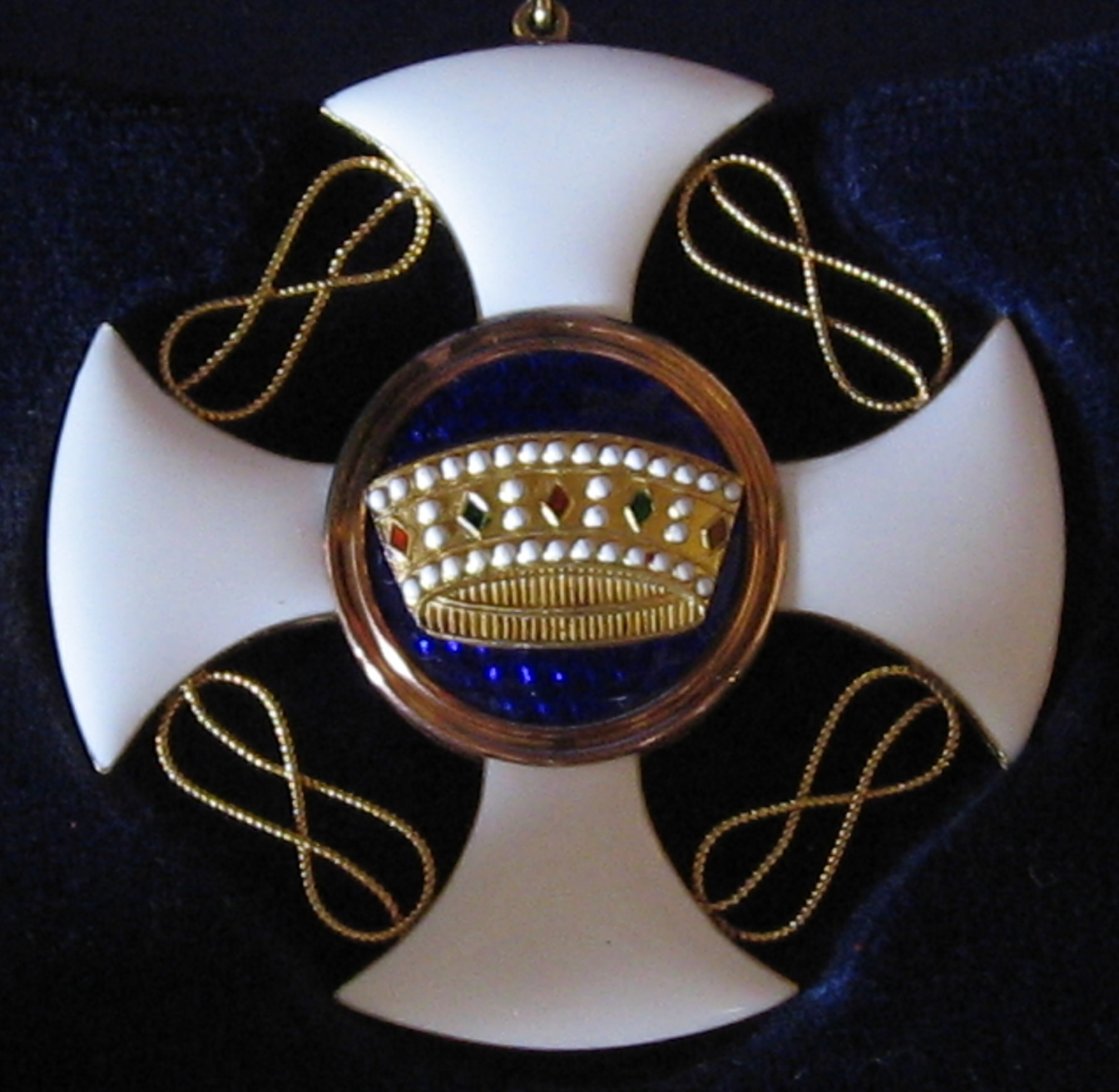
Komturkreuz

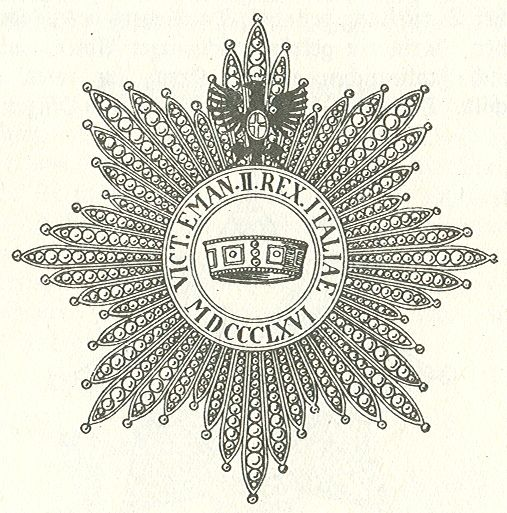
Stern des Großkreuzes

Der Orden der Krone von Italien (ital. Ordine della Corona d’Italia) wurde am 20. Februar 1868 von König Viktor Emanuel II. als Verdienstorden zum Andenken an die Einigung Italiens gestiftet. Er war zur Belohnung von außerordentlichen, in direktem Interesse der Nation von Italienern wie Ausländern geleisteten Diensten vorgesehen.

## Ordensklassen

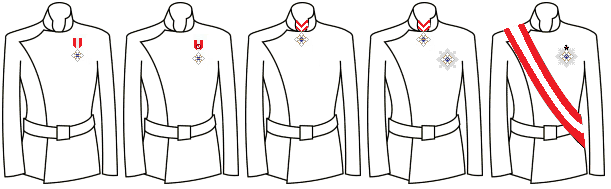
Trageweise des Ordens (v. l. n. r.) V. bis I. Klasse

Der Orden gliederte sich in fünf Klassen und die Anzahl der Mitglieder war teilweise beschränkt:
- Großkreuz auf 60 Mitglieder
- Großoffizier auf 150 Mitglieder
- Komtur auf 500 Mitglieder
- Offizier auf 2000 Mitglieder
- Ritter ohne Beschränkungen

## Ordensdekoration
Das Ordenszeichen ist ein goldbordiertes, weiß emailliertes Ruppertkreuz, durch dessen Winkel sich goldene Liebesseile schlingen und in dessen goldbordierten himmelblauen Herzschild sich die Eiserne Krone der Lombardei, die hier für die Krone Italiens steht, in plastischer Darstellung befindet. Der Revers des Medaillons ist golden, darin ein gekrönter schwarzer Adler, mit dem Hauswappen des Hauses Savoyen (weißes Kreuz im roten Feld) im ovalen Brustschild.

## Trageweise
Das Großkreuz wurde an einer Schärpe von der rechten Schulter zur linken Hüfte sowie mit einem achtstrahligen Bruststern getragen. Umschlossen ist das von einem schwarzen Adler überragte Medaillon des Bruststerns von einem Reif mit der lateinischen Inschrift VICT. EMAN. II. REX. ITALIAE MDCCCLXVI (Victor Emanuel II. König von Italien 1866). Großoffiziere trugen die Auszeichnung als Halsorden dazu einen achteckigen Stern mit aufliegendem Ordenszeichen. Komture dekorierten ohne Bruststern, Offizier und Ritter am Band auf der linken Brustseite. Auf dem Band der Offiziere ist zusätzlich eine Rosette angebracht.
Das Band ist hell kirschrot mit einem weißen Mittelstreifen von 1/4 der Bandbreite.